# Myllylampi (sjö i Kangasniemi, Södra Savolax)
Myllylampi är en sjö i kommunen Kangasniemi i landskapet Södra Savolax i Finland. Arean är 12 hektar och strandlinjen är 3,52 kilometer lång.  Den  ingår i Kymmene älvs huvudavrinningsområde.  Sjön ligger omkring 46 kilometer väster om S:t Michel och omkring 210 kilometer norr om Helsingfors. 
I sjön finns ön Salasaari. 